# Заречная (деревня, Талицкий муниципальный округ)
Заречная — деревня в Талицком городском округе Свердловской области России. Ранее входила во Вновь-Юрмытский сельсовет Талицкого района.

## Географическое положение
Деревня Заречная находится на расстоянии 29 километров (по дорогам в 40 километрах) к северо-западу от города Талицы, на правом берегу реки Юрмыч — левого притока реки Пышмы, в устье реки Полунихи, напротив села Вновь-Юрмытского.

## Население
| 2002 | 2010 | 2021 |
| ---- | ---- | ---- |
| 187  | ↘151 | ↘105 |